# Просторно културно-историјске целине од изузетног значаја
Списак просторно културно-историјских целина од изузетног значаја на територији Републике Србије:
| НКД               | Слика | Назив                                                                      | Општина                                                         | Насеље, адреса                              | Година/број СГ | Напомена |
| ----------------- | ----- | -------------------------------------------------------------------------- | --------------------------------------------------------------- | ------------------------------------------- | -------------- | -------- |
| ПКИЦ 1            |       | Подручје Кнез Михаилове улице                                              | Стари Град                                                      | Београд                                     | 1979/14        |          |
| ПКИЦ 7            |       | Стара Чаршија Тешњар                                                       | Ваљево                                                          | Ваљево                                      | 1979/14        |          |
| ПКИЦ 14 и ПКИЦ 10 |       | Комплекс Неготинских пивница                                               | Неготин                                                         | Рајац и Рогљево - ПКИЦ 14, Штубик - ПКИЦ 10 | 1983/28        |          |
| ПКИЦ 16           |       | Топчидер                                                                   | Раковица, Чукарица и Савски венац                               | Београд                                     | 1987/47        |          |
| ПКИЦ 18           |       | Подручје око Доситејевог лицеја                                            | Стари Град                                                      | Београд                                     | 1990/16        |          |
| ПКИЦ 22           |       | Новопазарска тврђава са старом чаршијом и комплексом око Алтин-алем џамије | Нови Пазар                                                      | Нови Пазар                                  | 1979/14        |          |
| ПКИЦ 24           |       | Стари Рас са Сопоћанима                                                    | Нови Пазар                                                      | Нови Пазар                                  | 1987/47        |          |
| ПКИЦ 26           |       | Горња Добриња                                                              | Пожега                                                          | Горња Добриња                               | 1979/14        |          |
| ПКИЦ 47           |       | Градско језгро Сремских Карловаца                                          | Сремски Карловци                                                | Сремски Карловци                            | 1990/16        |          |
| ПКИЦ 52           |       | Тврђава и подграђе у Бачу                                                  | Бач                                                             | Бач                                         | 1990/16        |          |
| ПКИЦ 59           |       | Меморијално-споменички комплекс Газиместан                                 | Приштина                                                        | Газиместан                                  | 1990/25        |          |
| -                 |       | Фрушка гора са манастирима и другим споменицима                            | Бачка Паланка Беочин Инђија Ириг Нови Сад Сремска Митровица Шид |                                             | 1990/16        |          |
| ПКИЦ ?            |       | Војно-технчички завод у Крагујевцу                                         | Град Крагујевац                                                 | Крагујевац                                  | 1990/25        | 2014/12  |